# سنگ‌افکن

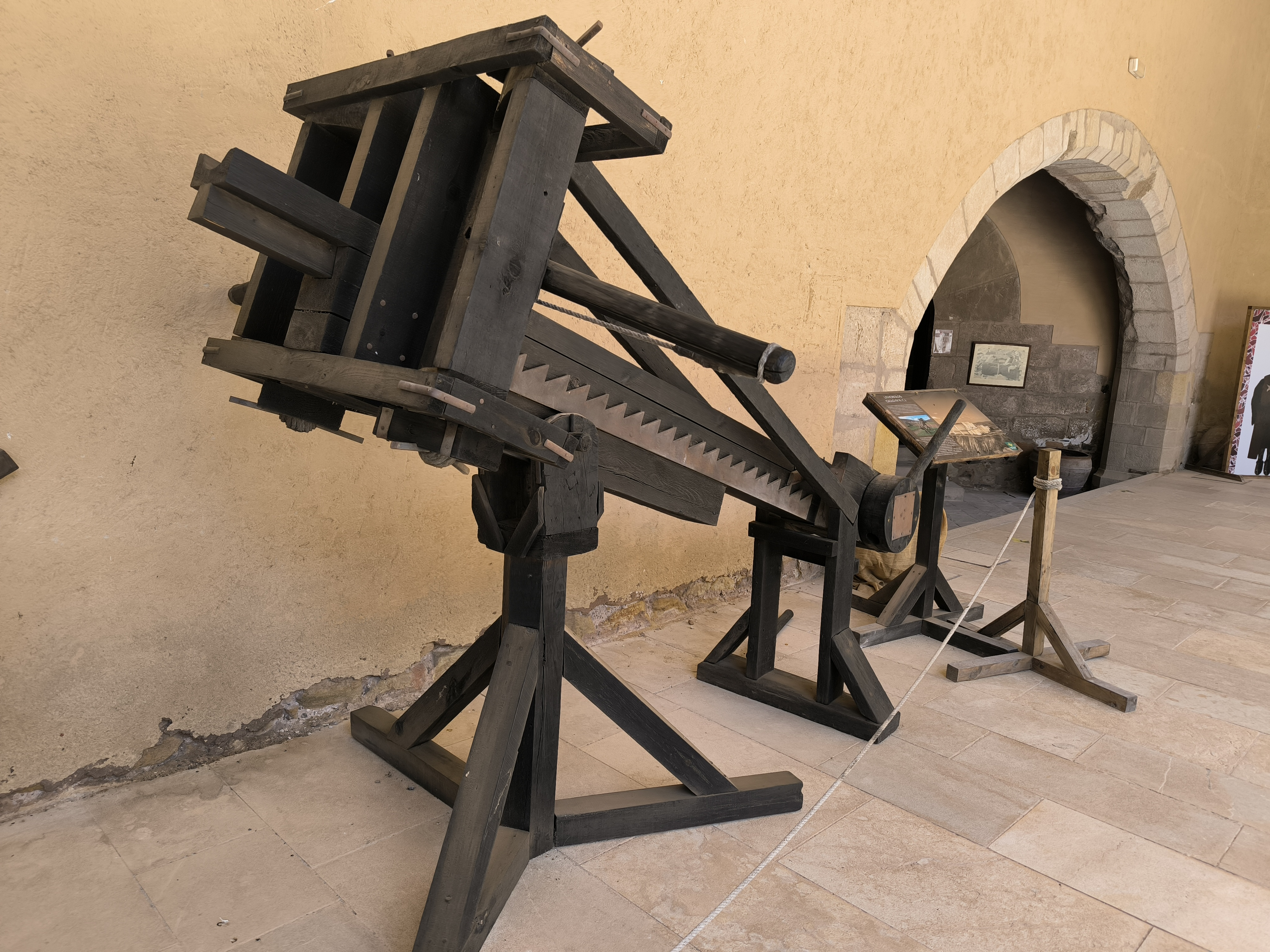
تولید یک سنگ افکن در قلعه مورا د روبیولز

سنگ‌افکن (انگلیسی: Lithobolos) نوعی دستگاه جنگی قدیمی از نوع منجنیق بود که در سده‌های میانه برای پرتاب سنگ‌های ۱۰ تا ۱۸۰ پوندی استفاده می‌شد.